# Міхал Ордош
Міхал Ордош (чеськ. Michal Ordoš, нар. 27 січня 1983, Зноймо) — чеський футболіст, що грав на позиції нападника.
Виступав, зокрема, за клуби «Словацко» та «Сігма» (Оломоуць), а також національну збірну Чехії.

## Клубна кар'єра
Народився 27 січня 1983 року в місті Зноймо. Вихованець юнацьких команд футбольних клубів «Сокол» (Троскотовіце), «Палава» (Мікулов), «Брно» та «Словацко».
У дорослому футболі дебютував 2004 року виступами за команду «Словацко», в якій провів три сезони, взявши участь у 27 матчах чемпіонату. Він забив свій перший гол у своєму четвертому матчі за клуб проти «Яблонця» в березні 2005 року. Піком його кар'єри в «Словацко» став початок квітня 2005 року, коли він забив 4 голи в трьох турах поспіль, однак восени 2005 року він переважно перебував на лаві запасних і тому 8 лютого 2006 року перейшов до клубу «Млада Болеслав».
Сезон 2005/06 він завершив у «Младі Болеслав», забивши 2 голи в 13 матчах, однак у своєму другому сезоні 2006/07 він виступав не так часто, зігравши лише 169 хвилин у 7 матчах чемпіонату, не забивши жодного голу.
У серпні 2007 року перейшов у «Богеміанс 1905». У перших 5 матчах він 4 рази виходив на заміну, але поступово закріпився в стартовому складі та забив 3 голи. Загалом відіграв за празьку команду наступний сезон своєї ігрової кар'єри. Більшість часу, проведеного у складі «Богеміанс 1905», був основним гравцем атакувальної ланки команди.
Влітку 2008 року Ордош перейшов у «Сігму» (Оломоуць) за 2 мільйони чеських крон. Він вийшов у стартовому складі з самого початку, але лише наприкінці жовтня відзначився голами. Згодом він став найкращим бомбардиром «Сігми» з 9 голами та увійшов до десятки найкращих бомбардирів Гамбрінус-ліги. У сезоні 2009/10 він разом із командою покращив гру і забив 12 голів у 28 матчах, ставши найкращим бомбардиром чемпіонату Чехії, піднявшись на вершину гонки бомбардирів лише в останньому турі ліги, коли він забив 2 голи проти свого попереднього клубу «Богеміанс». 
Влітку 2011 року він відправився в оренду до австрійської команди «Капфенберг», але клуб з Оломоуца відкликав його з оренди в середині сезону. Згодом за підсумками того сезону 2011/12 він виграв Кубок Чехії з «Сігмою».
20 липня 2012 року вийшов у стартовому складі на матч за Суперкубок Чехії проти «Слована» з Ліберця. На 27-й хвилині він забив другий гол своєї команди з пенальті і допоміг їй перемогти 2:0 і здобути собі ще один трофей.
У грудні 2012 року продовжив контракт із «Сігмою» до 31 грудня 2014 року.
Міхал Ордош завершив сезон 2012/13 на другому місці (разом з Вацлавом Кадлецем із «Спарти») у таблиці найкращих бомбардирів із 14 голами.
Сезон 2013/14 став невдалим для гравця і для Міхала, нападник забив лише 3 голи у чемпіонаті, а команда посіла 15 місце і вилетіла у другий дивізіон. Там Ордош наступного року забив 11 голіві допоміг команді повернутись в еліту, але у сезоні 2015/16 команда знову стала передостанньою і вилетіла з Гамбрінус-ліги, після чого Ордош покинув клуб.
У сезоні 2016/17 грав на Кіпрі за клуб «Карміотісса», а потім грав за аматорські нижчолігові австрійські клуби «Ретц» та «Візельбург». Надалі повернувся на батьківщину і грав за низку нижчолігових клубів.

## Виступи за збірну
6 листопада 2012 року разом зі своїм одноклубником Мартіном Поспішилом він був вперше викликаний тренером Міхалом Білеком до складу національної збірної Чехії на товариський матч проти Словаччини. 14 листопада 2012 року в Оломоуці Ордош дебютував у грі проти словаків, розпочавши матч у стартовому складі, а на 82-й хвилині його замінив Мартін Поспішіл. Збірна Чехії перемогла з рахунком 3:0. 6 лютого 2013 року він зіграв у товариському матчі в Манісі проти збірної Туреччини (2:0). Це був його другий і останній матч у футболці національної збірної.

## Титули і досягнення
- Володар Кубка Чехії (1):

«Сігма» (Оломоуць): 2011/12
- Володар Суперкубка Чехії (1):

«Сігма» (Оломоуць): 2012

### Індивідуальні
- Найкращий бомбардир чемпіонату Чехії: 2009/10 (12 голів)